# Рэдоая
Рэдоая (рум. Rădoaia) — село в Сынжерейском районе Молдавии. Относится к сёлам, не образующим коммуну.

## География
Село расположено на высоте 169 метров над уровнем моря.

## Население
По данным переписи населения 2004 года, в селе Рэдоая проживает 5438 человек (2713 мужчины, 2725 женщин).
Этнический состав села:
| Национальность | Число жителей | Процентный состав |
| -------------- | ------------- | ----------------- |
| молдаване      | 5345          | 98.29             |
| румыны         | 48            | 0.88              |
| украинцы       | 24            | 0.44              |
| русские        | 14            | 0.26              |
| болгары        | 3             | 0.06              |
| гагаузы        | 1             | 0.02              |
| прочие         | 3             | 0.06              |
| Всего          | 5438          | 100%              |